# Baquio (alfarero II)
Backchios (en griego antiguo: Βάκχιος) fue un alfarero griego que trabajó en Atenas y Éfeso en la segunda mitad del siglo IV a. C.
Por razones cronológicas, sin embargo, esto no es completamente seguro, pero dada la rareza de estos nombres en Ática, deben haber pertenecido a una familia de alfareros, véase
Una inscripción de derechos civiles encontrada en Éfeso en el año 320 a. C. muestra que el alfarero Baquio era el hermano de un alfarero llamado Quito y el hijo de un alfarero llamado Baquio, que se identifica con el alfarero de Atenas. Los hermanos habían emigrado de Atenas a Éfeso. Según la inscripción, hicieron “cerámica negra” y una hidria para la diosa Artemisa por orden de la ciudad. Es posible que también fueran responsables de la producción de ánforas panatenaicas hechas en arcilla local.